# Владімір Балушка
Владімір Балушка (словац. Vladimír Baluška; 30 січня 1975, Братислава, Чехословаччина) — словацький хокейний суддя, головний суддя. Суддя міжнародної категорії.
Обслуговував матчі чемпіонату Словацької Екстраліги (13 сезонів). У 2011—2012 року обслуговував матчі чемпіонату Континентальної хокейної ліги. У сезоні 2014—2015 обслуговує матчі Ліги чемпіонів.
Міжнародна категорія судді з сезону 2002—2003 років. Обслуговував матчі 13 міжнародних турнірів ІІХФ (чемпіонати світу 2009, 2010, 2011, 2012, 2013; кваліфікаційний турнір до зимових Олімпійських ігор 2014; молодіжний чемпіонат світу 2015 та ін). Також обслуговував фінальні матчі чемпіонат світу 2010 року та Кубку Шпенглера 2010 року.
Кількість обслугованих матчів — 378.